# My Cassette Player
My Cassette Player – debiutancki album niemieckiej wokalistki Leny Meyer-Landrut, wydany 7 maja 2010 roku nakładem wytwórni Universal, który zadebiutował na pierwszym miejscu krajowej listy najczęściej kupowanych płyt.
Album otrzymał certyfikat pięciokrotnej złotej płyty za przekroczenie wyniku ponad 500 tys. sprzedanych egzemplarzy.

## Historia albumu

### Produkcja
Na płycie umieszczono 13 piosenek, w tym przebój „Satellite”, z którym Meyer-Landrut wygrała 55. Konkurs Piosenki Eurowizji w 2010 roku. Wydawnictwo promował także utwór „Touch a New Day”, który wydany został jako maxi singel, zawierający też utwór „We Can’t Go On”, umieszczony na debiutanckim albumie wokalistki jako piosenka bonusowa.
Oprócz tego, na krążku zamieszczone zostały dwie piosenki wydane wcześniej jako single: „Bee” i „Love Me”, oba wykonane podczas niemieckich eliminacji do Konkursu Piosenki Eurowizji – Unser Star für Oslo.
Wśród wszystkich kompozycji na płycie znalazły się także covery utworów „My Same” z repertuaru brytyjskiej wokalistki Adele, „Mr. Curiosity” amerykańskiego piosenkarza Jasona Mraza oraz „Not Following” angielskiej piosenkarki Ellie Goulding.

## Lista utworów
Spis sporządzono na podstawie materiału źródłowego:
| Nr  | Tytuł utworu              | Autor(zy)                                          | Produkcja                                                   | Długość |
| --- | ------------------------- | -------------------------------------------------- | ----------------------------------------------------------- | ------- |
| 1.  | „Satellite”               | Julie Frost, John Gordon                           | André „Brix” Buchmann, Ingo Politz, Bernd Wendlandt, Gordon | 2:55    |
| 2.  | „My Casette Player”       | Lena Meyer-Landrut, Stefan Raab                    | Raab                                                        | 3:35    |
| 3.  | „Not Following”           | Ellie Goulding, Jonny Lattimer                     | Raab                                                        | 3:36    |
| 4.  | „I Like to Bang My Head”  | Meyer-Landrut, Raab                                | Raab                                                        | 3:23    |
| 5.  | „My Same”                 | Adele Adkins                                       | Raab                                                        | 3:02    |
| 6.  | „Caterpillar in the Rain” | Meyer-Landrut, Raab                                | Raab                                                        | 3:42    |
| 7.  | „Love Me”                 | Meyer-Landrut, Raab                                | Raab                                                        | 2:59    |
| 8.  | „Touch a New Day”         | Raab                                               | Raab                                                        | 2:54    |
| 9.  | „Bee”                     | Rosi Golan, Per Kristian Ottestad, Mayaeni Strauss | Ottestad                                                    | 3:00    |
| 10. | „You Can’t Stop Me”       | Raab                                               | Raab                                                        | 2:54    |
| 11. | „Mr. Curiosity”           | Jason Mraz, Dennis Morris, Lester Mendez           | Raab                                                        | 3:41    |
| 12. | „I Just Want Your Kiss”   | Daniel Schaub, Pär Lammers, Raab                   | Raab                                                        | 3:05    |
| 13. | „Wonderful Dreaming”      | Meyer-Landrut, Raab                                | Raab                                                        | 3:32    |
|     |                           |                                                    |                                                             | 42:18   |